# Oxyagrion machadoi
Oxyagrion machadoi är en trollsländeart som beskrevs av Costa 1978. Oxyagrion machadoi ingår i släktet Oxyagrion och familjen dammflicksländor. Inga underarter finns listade i Catalogue of Life.